# Kleinkampfmittel
Als Kleinkampfmittel werden Fahrzeuge, Waffen und Ausrüstungen bezeichnet, mit deren Hilfe auch bei völliger militärischer Unterlegenheit der Kampf aufgenommen oder fortgesetzt werden soll. Das zugrundeliegende Konzept ist die Guerilla, das heißt das Vorgehen kleiner Gruppen oder Einzelkämpfer, die gezielt Einrichtungen und Objekte des Gegners durch Handstreich, Hinterhalt, Feuerüberfall oder Zerstörung und Sprengung unbrauchbar machen.
Im Zweiten Weltkrieg versuchten die Deutschen bis zur totalen Niederlage, den gegnerischen Vormarsch durch den Einsatz der Kleinkampfverbände der Kriegsmarine den Gegner aufzuhalten. Den Einsatz von Kleinst-U-Booten lernten sie von den italienischen Kampfschwimmern. Diese waren auch Vorbild für die britischen Sondereinsatzkräfte mit X-Klasse-Booten.
Der Terroranschlag auf den amerikanischen Lenkwaffenzerstörer Cole im Hafen von Aden wurde nach diesem Muster durchgeführt.